# Фароальд II Сполетський
Фароальд II або Фаруальд Il, син Тразімунда I, після смерті батька у 703 році — герцог Сполетський.
Відомий тим, що захопив один з портів Равенни, проте за наказом короля лангобардів Грімоальда I змушений був залишити його. У 724 році син Фароальда II Тразімунд повстав проти батька та помістив його у монастир.